# Mont-Terrible
Mont-Terrible  [mɔ̃ tɛ.ʁibl] va ser un dels 130 departaments de la França napoleònica, amb la seva capital a Porrentruy.
El departament Mont Terrible va ser anomenat així pel Mont Terri, un cim de 804 metres prop de Courgenay (ara en el Cantó del Jura, Suïssa). El topònim de Mont Terrible va ser format per etimologia popular d'un primer franc-comtès Mont Tairi, de tari "àrid, sec".
El departament va ser creat el 1793 amb l'annexió de la República rairaciana, de curta durada que havia estat creada el desembre de 1792 en una part del Bisbat de Basilea. El 1797, el vell principat de Montbéliard, anteriorment a Alt Saona, va ser unit a Mont-Terrible. El departament va ser abolit el 1800. El seu territori va ser annexionat a l'Alt Rin, on va formar els dos districtes de Delémont i Porrentruy. Amb el Congrés de Viena (1815), el territori que anteriorment havia format Mont-Terrible va ser dividit entre Doubs (Montbéliard) i el cantó suís de Berna (ara del Cantó de Berna i el Jura bernès).

## Creació
El Departament va ser creat el 23 de març de 1793 per la Convenció Nacional que va decretar la República francesa i el País de Porrentruy per ser reunificat amb el nom del Departament de Mont-Terrible.
PRIMER ARTICLE — El País de Porrentruy formarà un departament especial, amb el nom de Departament de Mont-Terrible.

SEGON ARTICLE — Els comissaris de la Convenció Nacional, enviats a aquest país per decret de 10 febrer, són responsables de prendre totes les mesures necessàries per assegurar el cumpliment de les lleis de la República, i per enviar a la Convenció tota informació necessari de determinar l'organització i divisió d'aquest departament.

TERCER ARTICLE —El Consell Executiu Provisional és responsable per reduir [duana] barreres, prenent totes les precaucions per impedir exportacions contravenint les lleis de la República.